# کی-۱۰۰۰ کلاس
کی-۱۰۰۰ کلاس (به انگلیسی: K-1000 battleship) عنوان یک نبردناو حقه‌ای بود که شوروی در اوایل جنگ سرد به‌منظور پروپاگاندا تولید آن را اعلام کرد.